# Nguyễn Văn Hùng
Nguyễn Văn Hùng (xinès: 阮文雄; pinyin: Ruǎn Wénxióng; nascut el 1958) és un sacerdot catòlic australià vietnamita i activista dels drets humans a Taiwan. Va ser reconegut pel Departament d'Estat dels Estats Units com un "heroi que actua per acabar amb l'esclavitud moderna".

## Vida primerenca
Nguyễn Văn Hùng va créixer en una família de classe mitjana baixa fora de la província de Bình Tuy al Vietnam del Sud, amb dos germans i cinc germanes. El seu pare era pescador, però va morir després d'una llarga batalla contra la malaltia, obligant la seva mare, una devota catòlica amb arrels al nord del país, a convertir-se en la principal sostenidora de la família. El mateix Nguyễn Văn Hùng va seguir la fe de la seva mare.
Va marxar de Vietnam l'any 1979 en un vaixell atapeït; rescatat per un vaixell Noruec després de només 36 hores i portat al Japó, es va unir a la Societat Missionera de Sant Colom a la seva arribada allà.
Va viure tres anys al Japó, estudiant i ocupant una varietat de feines per mantenir-se, com ara reparador d'autopistes, treballador d'una fàbrica d'acer i enterrador. Va arribar per primera vegada a Taiwan el 1988 com a missioner, després va anar a Sydney, Nova Gal·les del Sud, Austràlia, per estudiar en un seminari. Va ser ordenat l'any 1991 i va tornar a Taiwan l'any següent (el 1992).

## Treballa a Taiwan
Nguyễn Văn Hùng va establir l'Oficina de Núvies i Treballadors Migrants vietnamites al comtat de Taoyuan (ara ciutat de Taoyuan) el 2004 per oferir assistència als immigrants vietnamites a Taiwan. L'estació de ràdio nord-americana vietnamita Little Saigon Radio i altres el van ajudar a llogar el segon pis d'una escola de gramàtica; dues habitacions de setanta peus quadrats ofereixen espai per dormir, mentre que altres dues s'utilitzen per a l'oficina. Ofereixen classes de mandarí, allotjament i manutenció i assistència legal.
L'exposició de Nguyễn Văn Hùng dels abusos contra treballadors i núvies estrangers va portar el Departament d'Estat dels Estats Units a incloure Taiwan com a regió de "nivell 2" al costat de països com Cambodja a causa de la seva manca d'esforç per combatre el tràfic de persones, cosa que va resultar una vergonya internacional important per a la població. govern de l'illa. La seva feina també l'ha convertit en objectiu d'intimidació a Taiwan.